# 331 Etheridgea
331 Etheridgea è un asteroide della fascia principale del diametro medio di circa 74,92 km. Scoperto nel 1892, presenta un'orbita caratterizzata da un semiasse maggiore pari a 3,0217341 UA e da un'eccentricità di 0,1033722, inclinata di 6,05229° rispetto all'eclittica.
L'origine del suo nome è sconosciuta.